# Ford DLD
Con il nome Ford DLD si intende una famiglia di motori diesel per uso automobilistico prodotti a partire dal 2001 dalla sussidiaria tedesca della casa automobilistica statunitense Ford. Gran parte di questi motori sono stati sviluppati in joint-venture con il gruppo automobilistico francese PSA.

## Caratteristiche

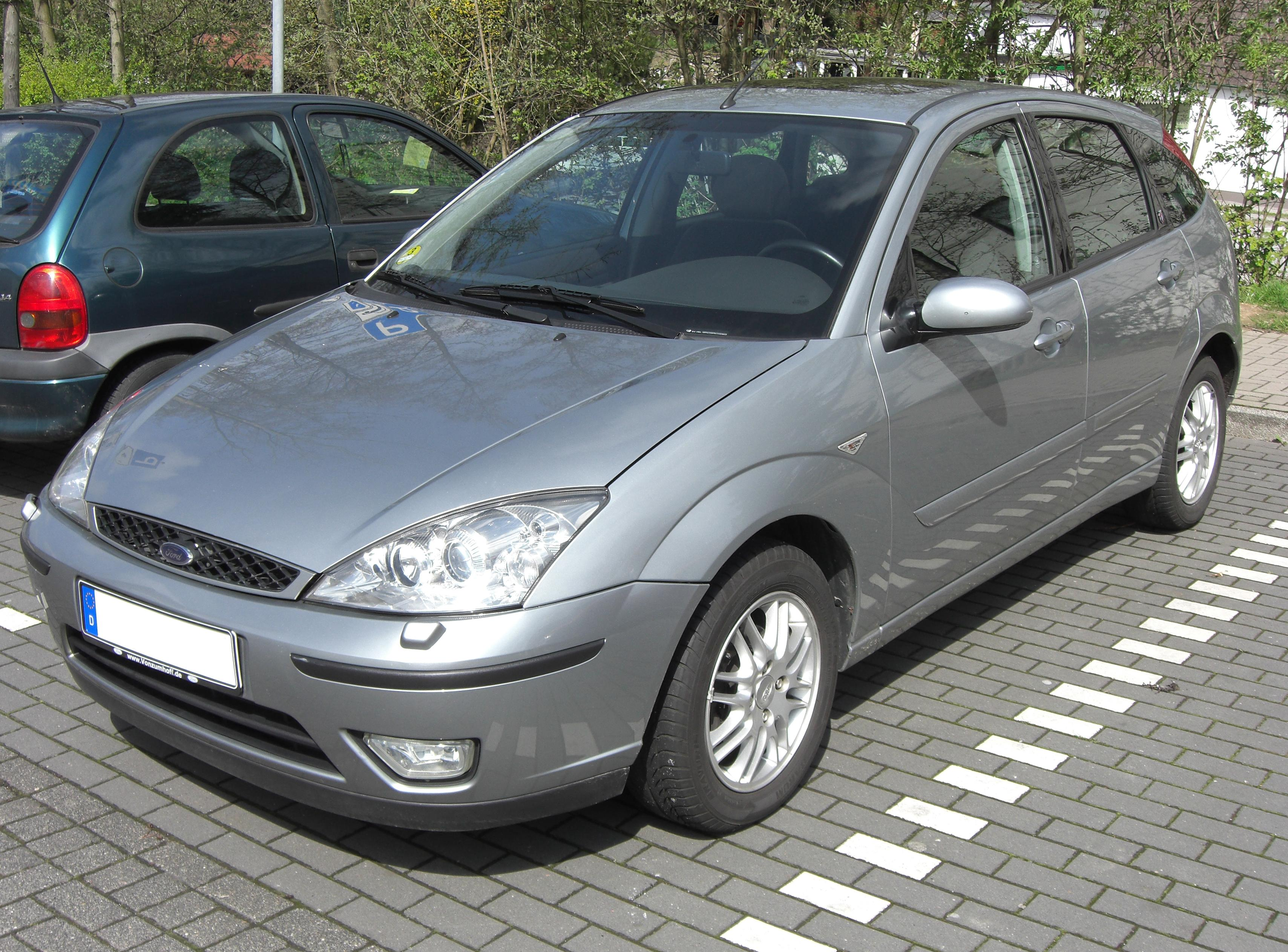
Le Ford Focus 1.8 TDCi sono tra gli esempi più tipici di applicazione di un motore DLD

I motori DLD fanno parte di un programma di rinnovamento della gamma motoristica fissato dalla Ford tedesca alla fine degli anni novanta. Tale programma mirava alla realizzazione di nuovi motori a gasolio di fascia media per equipaggiare i propri modelli di segmento B, C e D.
Per contenere i costi di produzione, la Ford si è accordata con il Gruppo PSA, anch'esso con un progetto analogo in cantiere. Tale accordo prevedeva l'inizio di una joint-venture per la produzione di nuovi motori. Una gran parte di tale programma di rimodernamento sarebbe passata proprio attraverso tale joint-venture. Da tale progetto nacquero i motori DLD, disponibili in quattro livelli di cilindrata: oltre alle versioni da 1.4, 1.6 e 1.8 litri, nate nei primi anni del nuovo secolo, sarebbe arrivata molto tempo dopo una nuova unità da 1.5 litri, più evoluta e in grado di sostituire le prime tre motorizzazioni. Tali motori prevedevano l'adozione della tecnologia common rail.
Tali motori hanno esordito nel 2001. Parte di questi motori, ossia quelli nati dalla joint-venture con il Gruppo PSA, sono stati montati tra l'altro anche su modelli Peugeot e Citroën.
L'architettura generale dei motori DLD prevede 4 cilindri in linea. Per il resto presentano svariate differenze tra di loro.
I motori DLD sono entrati a far parte di una più ampia famiglia di motori Ford, denominata Duratorq, della quale fanno parte tra l'altro anche altri motori sviluppati anch'essi in joint-venture proprio con il Gruppo PSA.

## Versioni
Di seguito vengono descritte le caratteristiche delle quattro varianti.

### DLD-414
Si tratta del più piccolo fra i motori progettati e sviluppati in joint-venture con il Gruppo PSA, ma anche del primo a debuttare in ordine cronologico, essendo stato montato per la prima volta nel 2001. Si tratta di un motore da 1.4 litri, realizzato interamente in lega di alluminio e disponibile due varianti, una monoalbero (la più utilizzata) e una bialbero. È stato montato su modelli Ford, Mazda, Peugeot e Citroën. Presso il Gruppo PSA, tale motore ha preso la sigla DV4.

### DLD-415

#### Storia e caratteristiche

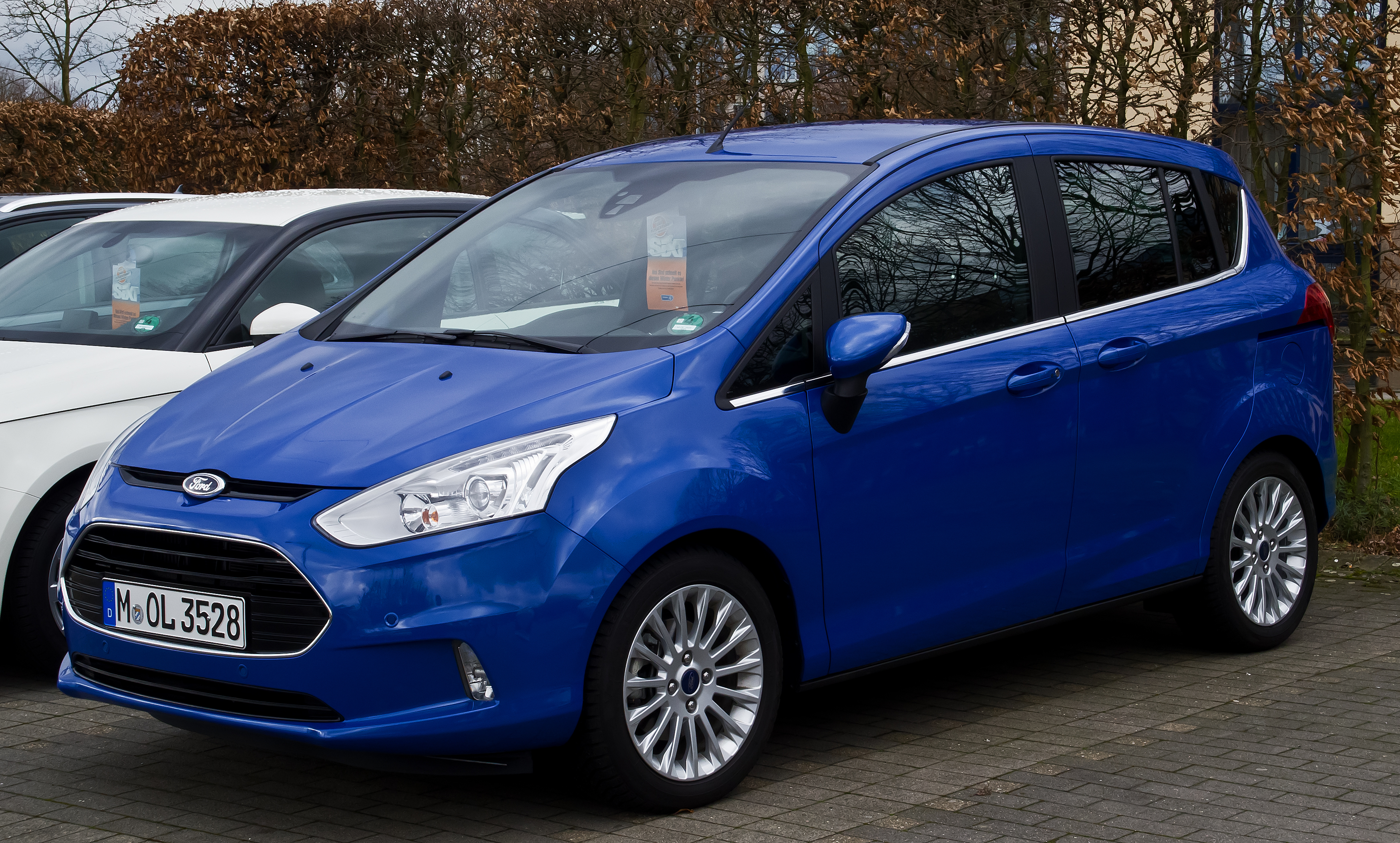
Il motore DLD-415 ha debuttato sotto il cofano della B-Max

Questa sigla indica il motore che ha debuttato per ultimo, in sostituzione dei motori da 1.4 e 1.6 litri. Da questi ultimi ha preso le soluzioni tecniche più innovative, ma ciò che è più interessante è il contesto storico in cui tale motore nacque. Il progetto iniziale, avviato all'inizio degli anni '10 del XXI secolo, prevedeva nuovamente la collaborazione con il gruppo PSA. Si era in un contesto di recessione automobilistica, durante il quale molti costruttori, fra cui lo stesso gruppo PSA, furono costretti a misure drastiche pur di non soccombere. Oltre ad avere venduto parte del suo pacchetto azionario al governo francese e ai cinesi della Dongfeng, il gruppo PSA stipulò nel 2012 anche una joint-venture con il gruppo General Motors, da sempre uno degli storici rivali della Ford. Per questo l'alleanza tra Ford e PSA si raffreddò e comportò in primis che la Ford avrebbe progettato in proprio i suoi nuovi motori diesel da 2 litri, mentre per quanto riguardava il motore da 1.5 litri, ormai quasi completamente portato a sviluppo definitivo, si aprì una nuova soluzione: le strade si divisero anche in questo caso, ma entrambi i costruttori scelsero di partire dalla base motoristica sviluppata fino a quel momento, per apportarvi le modifiche e le rivisitazioni che ognuno di essi riteneva più opportune.  Per questo motivo, mentre la Ford ritenne valido già il motore così com'era stato progettato e sviluppato congiuntamente al gruppo PSA, il costruttore francese decise invece di rivedere a fondo tale propulsore. E fu per questo che già nel settembre del 2012 la Ford fece debuttare il primo 1.5 diesel sotto il cofano della piccola monovolume B-Max, seguita da uno dei suoi modelli più noti e di maggior successo, ossia la sesta generazione della Ford Fiesta, ormai giunta al suo restyling di metà carriera. Invece, presso negli stabilimenti del gruppo PSA vennero riprogettati completamente il monoblocco e la testata. Ne sono conseguiti due motori di identica cilindrata (1499 cm³), ma ottenuta mediante misure caratteristiche differenti. Infatti, mentre il monoblocco Ford risulta caratterizzato da alesaggio e corsa pari a 73,5 x 88,3 mm, quello di casa PSA vede queste misure cambiare in 75 x 84,8 mm. Inoltre, mentre la Ford è rimasta fedele alla soluzione monoalbero a due valvole per cilindro, il gruppo PSA è tornato allo schema bialbero in testa a 4 valvole per cilindro. Persino il rapporto di compressione risulta differente fra i due costruttori, essendo dichiarato a 16:1 per la Ford, mentre PSA dichiara 16,5:1. Infine, l'alimentazione è ovviamente del tipo a iniezione diretta di gasolio con tecnologia common rail e vengono utilizzati iniettori piezoelettrici a 7 fori con pressione di alimentazione pari a 1.600 bar. Comune a entrambi i costruttori sono state invece le soluzioni più strutturali, come l'impiego della lega di alluminio per monoblocco e testata e di turbocompressori a geometria fissa per le varianti meno potenti e a geometria variabile per quelle più brillanti. Il motore di casa Ford ha preso appunto la sigla di DLD-415, mentre presso il gruppo PSA è divenuto noto con la sigla DV5 e ha debuttato solo nell'autunno del 2017.
Tornando al motore DLD-415, esso ha esordito come già detto sotto il cofano della Ford Fiesta Mk6 e nella meno prestante variante da 75 CV. Ma già un anno dopo, con il restyling della Ford Focus, questo motore è stato proposto nelle nuove e più brillanti varianti da 90, 95, 105 e 120 CV. Qualche tempo dopo avrebbe debuttato infine anche altre tre varianti, da 85, 100 e 125 CV.

#### Tabella riepilogativa

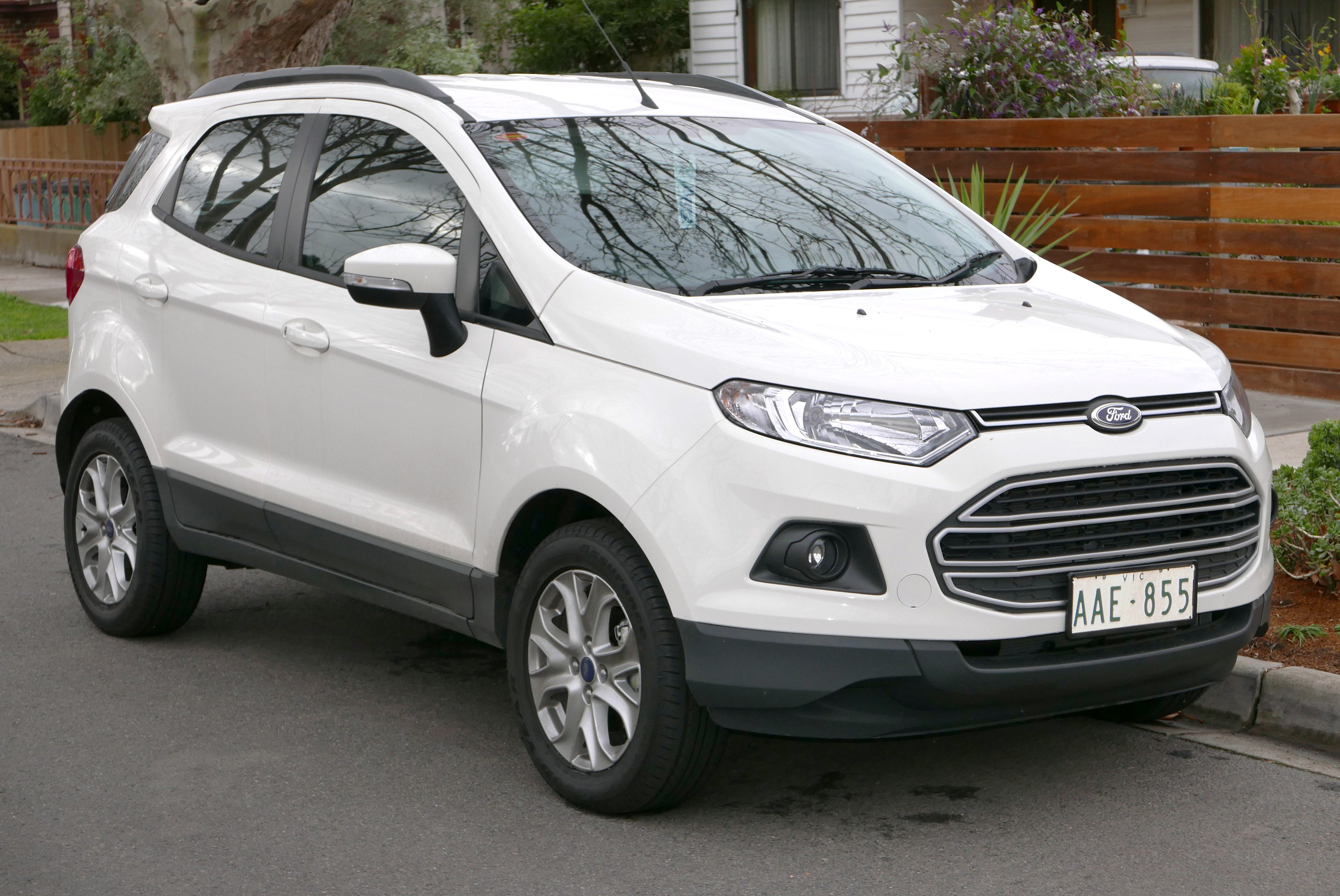
I motori 1.5 TDCi DLD-415 sono stati montati su numerosi modelli Ford, come il mini-SUV EcoSport

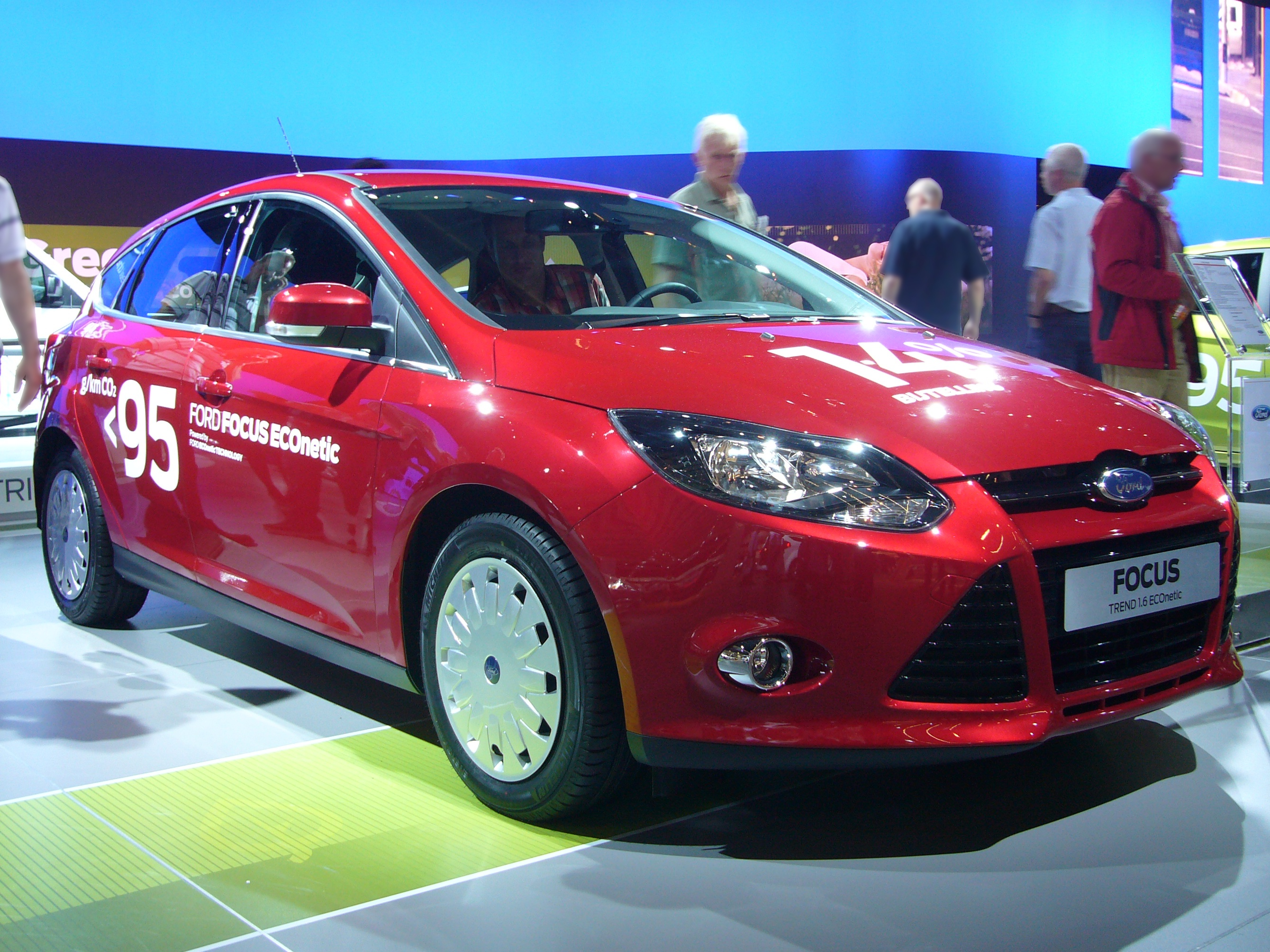
Ford Focus terza generazione (versione ECOnetic)

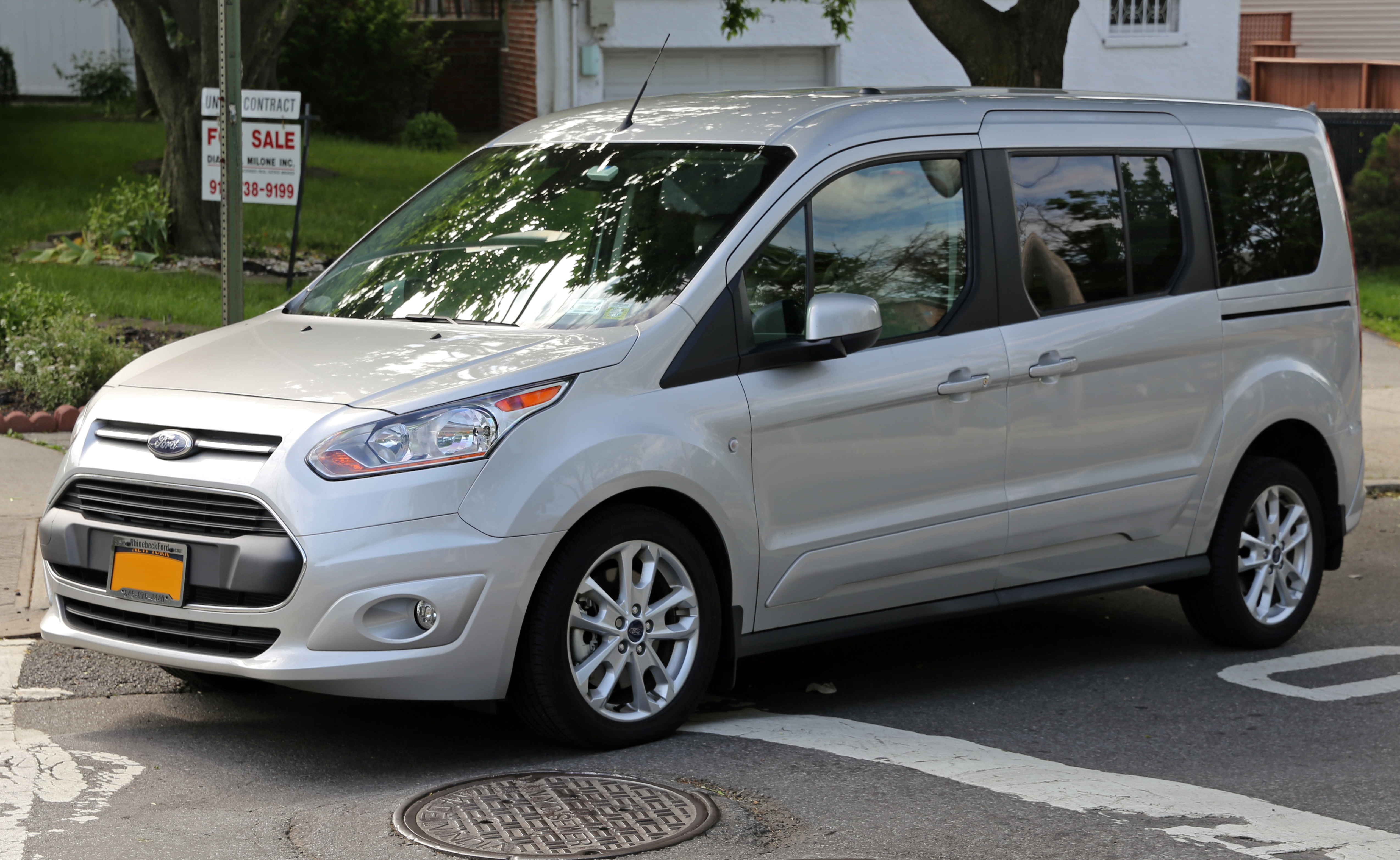
I multispazio e furgoni della serie Tourneo/Transit

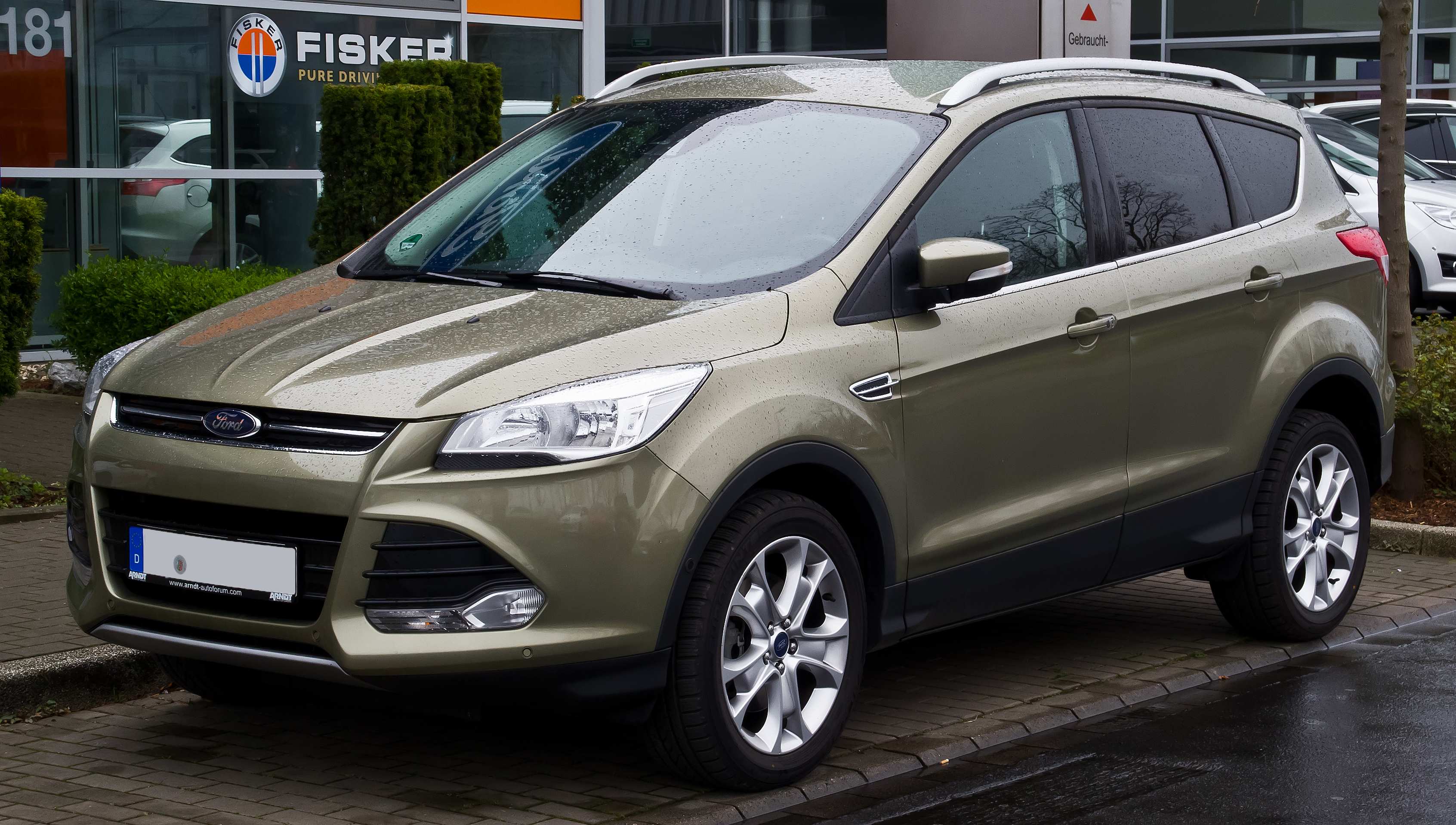
Il SUV di fascia media Kuga

Di seguito vengono mostrate le caratteristiche relative alle diverse varianti del motore DLD-415 finora prodotte e montate da Ford nei suoi modelli:
| Motore DLD-415     |                                                                                    |                |               |                                                        |                    |
| Variante           | Alimentazione                                                                      | Potenza CV/rpm | Coppia Nm/rpm | Applicazioni                                           | Anni di produzione |
| UGJC               | Iniezione diretta common rail, turbocompressore a geometria fissa, intercooler     | 75/4000        | 185/1700-2000 | Ford Fiesta Mk6 1.5 TDCi 75CV                          | 09/2012-06/2017    |
| UGJC               | Iniezione diretta common rail, turbocompressore a geometria fissa, intercooler     | 75/4000        | 185/1700-2000 | Ford B-Max 1.5 TDCi 75CV                               | 06/2012-09/2017    |
| XUCC               | Iniezione diretta common rail, turbocompressore a geometria fissa, intercooler     | 75/4000        | 190/1700-2000 | Ford Tourneo Courier / Transit Courier 1.5 TDCi 75 CV  | dal 06/2014        |
| XUGA               | Iniezione diretta common rail, turbocompressore a geometria fissa, intercooler     | 75/3750        | 220/1750-2000 | Ford Tourneo Connect / Transit Connect 1.5 TDCi 75CV   | 05/2015-09/2018    |
| XUGA               | Iniezione diretta common rail, turbocompressore a geometria fissa, intercooler     | 75/3600        | 220/1750-2000 | Ford Tourneo Connect / Transit Connect 1.5 TDCi 75CV   | 09/2018-11/2020    |
| XUJC               | Iniezione diretta common rail, turbocompressore a geometria fissa, intercooler     | 85/3750        | 215/1750-2500 | Ford Fiesta Mk7 1.5 TDCi 85CV                          | 07/2017-08/2020    |
| UGJE               | Iniezione diretta common rail, turbocompressore a geometria fissa, intercooler     | 90/3750        | 205/1750-3000 | Ford EcoSport 1.5 TDCi 90CV                            | 09/2013-05/2015    |
| XVJB               | Iniezione diretta common rail, turbocompressore a geometria fissa, intercooler     | 95/3750        | 215/1750-3000 | Ford Fiesta Mk6 1.5 TDCi 95CV                          | 09/2012-04/2017    |
| XJVD               | Iniezione diretta common rail, turbocompressore a geometria fissa, intercooler     | 95/3750        | 215/1750-3000 | Ford EcoSport 1.5 TDCi 95CV                            | 05/2015-10/2017    |
| XVJC               | Iniezione diretta common rail, turbocompressore a geometria fissa, intercooler     | 95/3750        | 215/1750-2250 | Ford B-MAX / Ford Fiesta 1.5 TDCi 95CV                 | 05/2015-09/2017    |
| XVCC               | Iniezione diretta common rail, turbocompressore a geometria fissa, intercooler     | 95/3800        | 215/1500-2500 | Ford Tourneo Courier / Transit Courier 1.5 TDCi 95 CV  | 05/2015-04/2018    |
| XXDA / XXDC        | Iniezione diretta common rail, turbocompressore a geometria fissa, intercooler     | 95/4000        | 250/1500-2500 | Ford Focus Mk4 1.5 EcoBlue 95cv                        | 08/2020-11/2021    |
| XXDA / XXDC        | Iniezione diretta common rail, turbocompressore a geometria fissa, intercooler     | 95/3600        | 250/1750-2500 | Ford Focus Mk3 1.5 TDCi 95CV                           | 09/2014-04/2018    |
| XXDA / XXDC        | Iniezione diretta common rail, turbocompressore a geometria fissa, intercooler     | 95/3600        | 250/1750-2500 | Ford C-MAX Mk2 1.5 TDCi 95CV                           | 04/2015-06/2019    |
| XXDA / XXDC        | Iniezione diretta common rail, turbocompressore a geometria fissa, intercooler     | 95/3600        | 300/1750-2000 | Ford Focus Mk4 1.5 EcoBlue 95cv                        | 05/2018-08/2020    |
| -                  | Iniezione diretta common rail, turbocompressore a geometria fissa, intercooler     | 100/3600       | 215/1750-3000 | Ford EcoSport 1.5 EcoBlue                              | 10/2017-01/2020    |
| -                  | Iniezione diretta common rail, turbocompressore a geometria fissa, intercooler     | 100/3600       | 240/1750-2500 | Ford Transit Connect 1.5 EcoBlue                       | 09/2018-11/2020    |
| -                  | Iniezione diretta common rail, turbocompressore a geometria fissa, intercooler     | 100/3600       | 240/2000-2500 | Ford Transit Connect 1.5 EcoBlue                       | dall'11/2020       |
| XVGA               | Iniezione diretta common rail, turbocompressore a geometria fissa, intercooler     | 100/3600       | 250/1500      | Ford Tourneo Connect / Transit Connect 1.5 TDCi 101 CV | 09/2015-09/2018    |
| XXDB               | Iniezione diretta common rail, turbocompressore a geometria variabile, intercooler | 105/3600       | 270/1750-2500 | Ford Focus Mk3 1.5 TDCi ECOnetic                       | 09/2014-04/2018    |
| XXDB               | Iniezione diretta common rail, turbocompressore a geometria variabile, intercooler | 105/3600       | 270/1750-2500 | Ford C-MAX Mk2 1.5 TDCi ECOnetic                       | 04/2015-03/2018    |
| ZTDA               | Iniezione diretta common rail, turbocompressore a geometria variabile, intercooler | 120/3600       | 270/1750-2500 | Ford Puma 1.5 EcoBlue                                  | 04/2020-06/2020    |
| XWDB / XWDD        | Iniezione diretta common rail, turbocompressore a geometria variabile, intercooler | 120/3600       | 270/1750-2500 | Ford Focus Mk3 1.5 TDCi 120 CV                         | 09/2014-04/2018    |
| XWDB / XWDD        | Iniezione diretta common rail, turbocompressore a geometria variabile, intercooler | 120/3600       | 270/1750-2500 | Ford C-MAX 1.5 TDCi 120 CV                             | 04/2015-06/2019    |
| UGCC / XUCA        | Iniezione diretta common rail, turbocompressore a geometria variabile, intercooler | 120/3600       | 270/1750-2500 | Ford Mondeo Mk5 1.5 TDCi                               | 05/2015-05/2018    |
| XWGA               | Iniezione diretta common rail, turbocompressore a geometria variabile, intercooler | 120/3600       | 270/1750-2500 | Ford Tourneo Connect / Transit Connect 1.5 TDCi 120 CV | 09/2015-11/2020    |
| XWJA / XWJB / XWJC | Iniezione diretta common rail, turbocompressore a geometria variabile, intercooler | 120/3600       | 270/1750-2500 | Ford Fiesta Mk7 1.5 TDCi                               | 07/2017-05/2019    |
| XWGB               | Iniezione diretta common rail, turbocompressore a geometria variabile, intercooler | 120/3600       | 270/1750-2000 | Ford Tourneo Connect / Transit Connect 1.5 TDCi 120 CV | dall'11/2020       |
| BNMA               | Iniezione diretta common rail, turbocompressore a geometria variabile, intercooler | 120/3600       | 270/1500-2000 | Ford Kuga Mk2 1.5 TDCi                                 | 11/2016-03/2019    |
| ZTDB               | Iniezione diretta common rail, turbocompressore a geometria variabile, intercooler | 120/3600       | 285/1750-2500 | Ford Puma 1.5 EcoBlue                                  | dal 06/2020        |
| XWDA/B/C/D/E       | Iniezione diretta common rail, turbocompressore a geometria variabile, intercooler | 120/3600       | 300/1750-2250 | Ford Focus Mk4 1.5 EcoBlue 120cv                       | 05/2018-09/2020    |
| -                  | Iniezione diretta common rail, turbocompressore a geometria variabile, intercooler | 120/4000       | 300/1750-2250 | Ford Focus Mk4 1.5 EcoBlue 120cv                       | dal 09/2020        |
| -                  | Iniezione diretta common rail, turbocompressore a geometria variabile, intercooler | 120/4000       | 300/1750-2250 | Ford Kuga Mk2 1.5 TDCi                                 | dal 04/2020        |
| ZTJA/B/C           | Iniezione diretta common rail, turbocompressore a geometria variabile, intercooler | 125/3600       | 300/1750-2000 | Ford Ecosport 1.5 TDCi 125cv                           | 09/2017-01/2020    |

### DLD-416
Due anni dopo il motore DLD-414 venne introdotta anche la versione DLD-416, ossia quella da 1.6 litri. Anche questa versione nacque dalla collaborazione tra gruppo Ford e gruppo PSA e anch'essa è stata montata su modelli appartenenti ai due colossi automobilistici. Come già nel caso del motore da 1.4 litri, il motore DLD-416 nacque come unità bialbero in testa, ma le successive evoluzioni rinunciarono a un asse a camme e finirono per rappresentare la maggioranza dei motori DLD-416.
Rispetto all'unità da 1.4 litri ha conosciuto una maggior diffusione e un'evoluzione più diversificata nel tempo, nonché una carriera più lunga, specialmente nell'ambito della produzione PSA, dove viene identificato dalla sigla DV6. Presso la Ford, invece, questo motore smette di essere utilizzato nel 2015 per essere sostituito dalla nuova unità motrice da 1.5 litri, denominata DLD-415.

### DLD-418

#### La versione principale da 115 CV

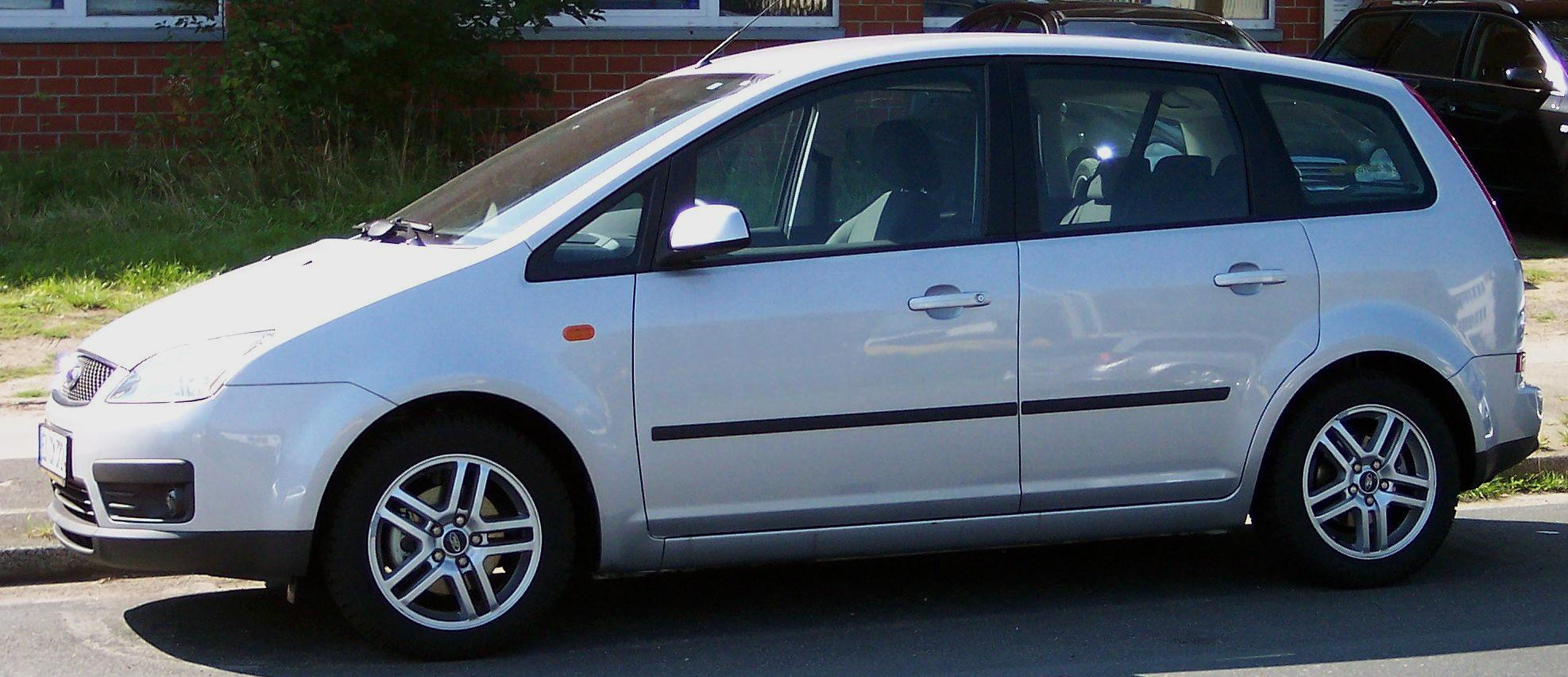
Anche le Ford C-Max utilizzano motori DLD, sia 1.6 che 1.8

È il motore più grande dei tre, ed è stato l'unico a non essere sviluppato in joint-venture con il Gruppo PSA. Con gli altri due motori non ha infatti alcuna parentela costruttiva, ma piuttosto si tratta di un'evoluzione del precedente 1.8 turbodiesel denominato Endura-D. In ogni caso, alla Ford si è comunque deciso di annettere tale versione nella famiglia dei motori DLD. Dal punto di vista dimensionale, il nuovo motore riprende le misure dell'unità Endura-D. Vengono mantenute quindi le misure di alesaggio e corsa, pari a 82.5x85 mm, e quindi anche la cilindrata di 1753 cm³.
Al contrario dei due motori più piccoli, il motore DLD-418 è realizzato interamente in ghisa, proprio come l'unità che l'ha preceduto. Il monoblocco è stato però irrigidito, così come le bielle. Inoltre, i pistoni sono stati dotati di un sistema di raffreddamento dedicato. Ed ancora, l'albero motore ha ricevuto nuovi cuscinetti e un volano bi-massa per meglio smorzare le vibrazioni. Oltre a ciò, il sistema di lubrificazione ha ricevuto un nuovo radiatore per lo smaltimento del calore accumulato dall'olio durante il suo tragitto.
Ma le novità di rilievo non sono finite qui: rispetto al motore Endura-D cambia soprattutto il sistema di alimentazione, che ora è di tipo a iniezione diretta common rail, con centralina di gestione progettata dalla Lucas e sviluppata dalla Delphi, in grado di immettere gasolio nei cilindri a una pressione di 1400 bar.
Come nel 1.8 che lo ha preceduto, il DLD-418 ha la distribuzione di tipo monoalbero in testa con due valvole per cilindro.
La sovralimentazione è affidata a un turbocompressore Garrett a geometria variabile ed è stato proposto principalmente in una sola versione, da 115 CV di potenza massima a 3800 giri/min, mentre la coppia massima raggiunge i 280 Nm a 1900 giri/min. In tale configurazione, il motore è stato montato su:
- Ford Focus Mk2 1.8 TDCi 115 CV (2005-10);
- Ford C-Max 1.8 TDCi (2005-07).

#### Altre versioni

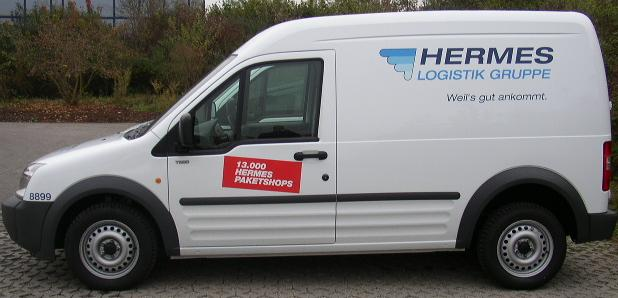
I furgoni Ford Tourneo Connect utilizzano motori DLD-418 da 75, 90 e 110 CV

Sono comunque esistite anche altre versioni di minor diffusione , ma che vale comunque la pena ricordare: ad esempio il 1.8 da 90 CV di potenza massima a 4000 giri/min, con una coppia massima di 220 N•m a 1700 giri/min. Questa unità motrice è stata montata sul Ford Tourneo 1.8 TDCi 90 CV (2002-12). Per tale modello, in seguito, sarebbero nate altre due varianti di tale motore, rispettivamente da 75 CV (2010-12) e 110 CV (2006-12).
In alcuni mercati (ma non in Italia) nel 2006 è stato ripreso il 1.8 TDCi da 100 CV, ma aggiornato in modo da erogare 280 N•m di coppia massima. Tale propulsore è stato montato sulle Mondeo 1.8 TDCi e Galaxy 1.8 TDCi destinate a tali mercati. Per questi modelli e per le Ford S-Max, sempre in alcuni mercati (tra cui anche quello italiano), è stato proposta una variante da 125 CV e 320 N•m di coppia massima. Tale ultima versione del 1.8 TDCi è stata ritirata dal mercato in quanto soggetta al fenomeno della scarica prematura della batteria di bordo vettura ed è stato sostituito dalla versione approntata da Ford del 1.6 TDCi da 115 CV, frutto della joint venture Ford-PSA.
Il motore Ford DLD da 1.8 litri è stato lentamente soppiantato e sostituito dal motore PSA-Ford DV, in grado di fornire le stesse prestazioni ma con una cilindrata inferiore.